# العامري (قبيلة)
'االعوامر (مفرده: عامري) هي قبيلة بدوية عربية في الإمارات العربية المتحدة وعُمان. كانوا محاربين ومستقلين بشدة، وكانوا من مربي الجمال والغزاة وأحيانًا مزارعي التمور قبل أن يستقروا في الستينيات من القرن العشرين.

## النسب
عامر بن عوف بن مالك بن عوف بن عامر بن ربيعة بن عامر بن صعصعة بن معاوية بن بكر بن هوازن بن منصور بن خصفة بن قيس عيلان بن مضر بن نزار بن معد بن عدنان.
يظهر أنهم جاءوا من رمل عمان، فإن هناك بادية يقال لهم العوامر، ولا يعلم سبب مجيئهم إلى حضرموت، فلعلهم كانوا قد وقع بينهم وبين قومهم حرب هناك، فزعوا إلى الرمل، حتى وصلوا إلى نجد حضرموت الشمالي، فوجدوا ولاة القرى الحضرمية يتقاتلون، ورغب هؤلاء في الاستعانة بهم، فأخذوا يستأجرونهم عند حاجتهم، ثم التحموا مع آل كثير النجد تحت لقب الشنافر.

## نبذة عن القبيلة
تنقسم قبيلة العوامر الى ثلاث جماعات. هي الى حد كبير معزولة بعضها عن بعض : (۱) الجماعة الجنوبية التي تقيم جنوبي الربع الخالي، (۲) والجماعة الوسطى وقوامها بدو يعيشون في ديرة آل بوشامس غربي الظاهرة ويعدون أنفسهم رعايا لآل سعود، (۳) والجماعة الشرقية وهي حضرية تعيش في عمان الوسطى وفى الشرقية وفى الباطنة. ولن يتناول هذا البحث سوى رجال الجماعة الثالثة الذين يعيشون في عمان الوسطى وفى الشرقية. أما الذين يقطنون في الباطنة فيبدو أنهم موالون لسلطان مسقط.
والعوامر في عمان الوسطى الذين تقع قراهم على مسافة غير بعيدة من نزوى والعوامر فى الشرقية، هم بلا ريب طلائع مهاجرين من الجنوب جاءوا الى ديرتهم الحالية منذ عهد بعيد حتى لقد اندمجوا فيها الآن  اندماجا تاما، وانفصلوا الى حد كبير عن الجماعتين الأخريين لقبيلتهم. وقد تخلت هذه الطلائع عن أساليبها البدوية، واعتنقت الأباضية، وغدن ولا فرق بينها وبين جيرانها في معظم الاحوال.
ولم يهتد الى دليل يدل على أن صلات جماعة العوامر الوسطى بالمملكة العربية السعودية كان لها تأثير ما فى أفراد الجماعة الشرقية، وذلك لأن بقاء الجماعة الوسطى بدوية سنية أدى الى عدم تشجيع الاتصال الوثيق مع أقربائهم النائين في عمان.

## التاريخ
تجول العوامر في جميع أنحاء شبه جزيرة عمان، من مسقط ونزوى إلى أبو ظبي وليوا. العوامر في منطقة أبو ظبي كانوا يعتبرون تابعين لـ بنو ياس وكثيرًا ما ساندوهم في الصراعات. قبيلة العوامر نشأت في السهوب شمال حضرموت، واستقرت في الشمال في عملية هجرة جرت على مدار أكثر من 500 عام. كان هناك قسم فرعي من قبيلة عفر مرتبط بالظفرة. استقر حوالي 4000 من العوامير خارج عمان في مطلع القرن العشرين، وكان عدد أفراد القبيلة بأكملها في ذلك الوقت 10000 فرد، وكان حوالي 3500 من البدو الرحل بدوي.
جون غوردون لوريمر وصف العوامر بأنهم "مشهورون بالشجاعة والحرب ولكنهم ماهرون وخائنون ومفترسون؛ ويقال إنهم ينهبون كل من يقابلونهم بشكل عشوائي". وصفهم صمويل بيكيت باعتبارهم "وحشية ومتوحشة للغاية".

## انتماء بني ياس
في عام 1848، دفع الشيخ سعيد بن طحنون آل نهيان إلى التحرك ضد الوهابيين المعسكرين في البريمي، والاستيلاء على حصنيه. والعودة بمساعدة العوامر. شكل العوامر جزءًا من القوة الكونفدرالية القبلية التي قام بعد ذلك بتجميعها واستخدمها لتطهير الواحة وعرقلة جيش الإغاثة بقيادة سعد بن مطلق. بحلول عام 1850، قامت رابطة قبيلة آل بو سعيد بتطهير واحة البريمي من القوات الوهابية. وبعد ذلك قبل راتباً من سعيد بن سلطان البوسعيدي للدفاع عن البريمي.
دعم العوامر خليفة سعيد، الشيخ زايد بن خليفة آل نهيان في حربه الممتدة مع قطر في ثمانينيات القرن التاسع عشر، وهي سلسلة من الصراعات التي أمنت الحدود الغربية لأبو ظبي. بحلول عشرينيات القرن العشرين، كان العوامر محوريًا في عدد من النزاعات بين القبائل حول مدينة البريمي وأبو ظبي، حيث كانوا يقاتلون مع المناصير، والدرعيون وبنو قتب.

## مداهمة
بحلول ثلاثينيات القرن العشرين، أدى انخفاض صيد اللؤلؤ في إمارات الساحل المتصالح إلى ركود عام وتزايدت أنشطة الغارات التي قام بها العوامر مع انخفاض الطلب على جمالهم وخدماتهم مع انخفاض السائقين. وكانت المداهمات على دبي وحدها جزءًا من الاضطرابات العامة (في زمن الكساد والفقر) التي يشعر بها الناس ضد حاكمهم، الشيخ سعيد بن مكتوم بن حشر آل مكتوم مما أدى إلى حركة المجلس. في عام 1931 وحده، تضمنت العديد من هذه الحوادث غارات على قافلات إبل، ي عام 1931 وحده، شملت العديد من هذه الحوادث مداهمة قطارات الجمال والمستوطنات وبساتين النخيل، وفي حالة واحدة على الأقل، التخريب المطلق انتقامًا من عقوبة الحاكم لهم: قاموا بقطع 20 نخلة غير ناضجة في أم القيوين بعد تفشي المرض. من النهب: قطعوا 20 نخلة غير ناضجة في أم القيوين بعد اندلاع أعمال النهب. أدت هذه الغارة إلى صراع مفتوح بين القبائل وأبو ظبي. دعت نفسها للمحاسبة نيابة عن رعاياها الجامحين حيث أدت الغارات إلى حرب مفتوحة ودموية بين القبائل. ولأول مرة، اضطر البريطانيون إلى التدخل في شؤون داخلية والتوسط في اتفاق بين أبو ظبي ودبي بشأن حدودهما وشروط السلام بين القبائل.
كانت عائلة العوامر في صراع طويل مع الدروع، وفي الأربعينيات من القرن الماضي، دفع الصراع الدائر زعيم بدو العوامر، سالم بن حمد بن رقاد، إلى قيادة شعبه إلى الأحساء في عام 1943. وعادوا في عام 1948، ولكن في عام 1948، عادوا إلى الأحساء. سحبت السنوات اللاحقة باستمرار إلى الأحساء. بقي الجزء الأكبر من القبيلة في البريمي وطلبوا الحماية من آل بوفلاح. وكان من أول أعمال الشيخ زايد بن سلطان آل نهيان عندما عين والياً على العين، استدعاء سالم بن مسلم بن هام وتعيينه رئيساً لبدو العوامر. أصبح جزء القبيلة الذي انتقل جنوبًا تحت قيادة سالم بن حمد مواطنين سعوديين، وكان هذا الانقسام داخل العوامر لاحقًا يشكل جزءًا من الحجج الإقليمية المطروحة في نزاع البريمي.

## مستعمرة
وبحلول الخمسينيات من القرن العشرين، كانت نحو 50 عائلة من العوامير قد استحوذت على مزارع التمور في البريمي، لكن القليل منها استقر في ليوا. كان العوامر من البدو الرحل الذين ركزوا على تربية الإبل ورعيها، ولم يكن لدى العوامير أي اهتمام بصيد اللؤلؤ بخلاف العمل غير الرسمي على القوارب وظلوا في الأساس بدوًا.
بحلول عام 1968، حدد نحو 1,721 عضوًا من العوامير في التعداد السكاني، وكان العديد منهم يعملون في شركات النفط.